# フアン・バレーラ
フアン・バレラ・エスピン（Juan Valera Espín、1984年12月21日 - ）は、スペイン・ムルシア出身の元サッカー選手。現役時代のポジションはDFまたはMF。
右サイドハーフの選手ながら、右サイドバックもプレーできる。強烈なミドルシュートを持つ。

## 経歴
2002-03シーズンにレアル・ムルシアでデビューした。自身は3試合の出場だったが、クラブは昇格を決めた。2003-04シーズンは初のプリメーラ・ディビシオン挑戦で10試合に出場したが、セグンダ・ディビシオンに降格した。2004-05シーズンは初めてシーズン通して試合に出場し、35試合で3得点した。2005年夏、プリメーラのアトレティコ・マドリードに移籍した。2005-06シーズンこそ2得点したが、2006-07・2007-08シーズンともに出場時間は500分に満たなかった。2008-09シーズンはラシン・サンタンデールにレンタル移籍した。

## 所属クラブ
- レアル・ムルシアB 2002-2004
- レアル・ムルシア 2003-2005
- アトレティコ・マドリード 2005-2011

→ ラシン・サンタンデール 2008-2009 (loan)
- ヘタフェCF 2011-2015

## タイトル

### クラブ
アトレティコ・マドリード
- UEFAインタートトカップ : 2007
- UEFAヨーロッパリーグ : 2009-10
- UEFAスーパーカップ : 2010

### 代表
U-23スペイン代表
- 地中海競技大会 : 2005